# Филиппов, Михаил Михайлович (генерал)

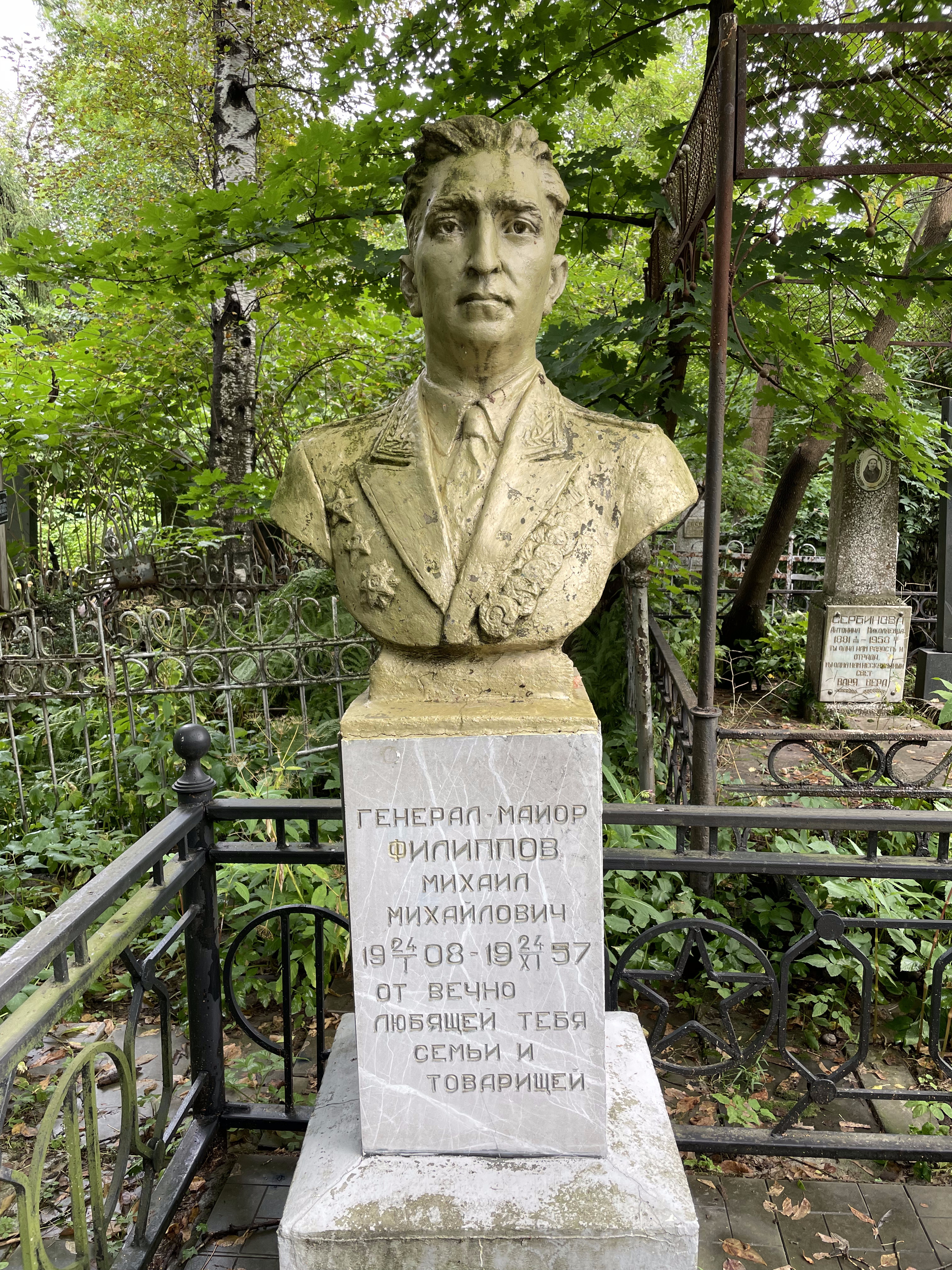
Могила Михаила Филиппова на Осетинском кладбище, Владикавказ

Михаил Михайлович Филиппов (11 января 1906 года, Москва — 24 ноября 1957 года, Владикавказ) — генерал-майор Советской Армии. Участник Гражданской войны, освободительного похода в Западную Украину и Великой Отечественной войны, начальник Кавказского суворовского офицерского училища (1955 — 1957).

## Биография
Родился 11 января 1906 года в Москве, в семье служащего. Русский. Член КПСС с 1930 года. В Красной Армии с 1921 года. Окончил 2 класса гимназии (1918 г.), Харьковский рабфак (1931 г.), курсы усовершенствования старшего командного состава ПВО РККА в Ленинграде (1932 г.), Военную академию имени М. В. Фрунзе (1938 г.).

### Служба в Армии
Службу начал красноармейцем в 15-й Сибирской кавалерийской дивизии, в составе которой в 1921—1922 гг. участвовал в ликвидации остатков мелких кулацких банд.
Служил командиром отделения, помощником командира взвода и старшиной эскадрона в 3-й кавдивизии.
С 1932 года — начальник штаба отдельного батальона воздушного наблюдения, оповещения и связи (ВНОС) в Хабаровском военном округе,
с 1938 года — начальник оперативного отделения штаба дивизии в 1-й Отдельной Краснознамённой армии,
с 1939 года — помощник начальника штаба стрелкового корпуса в Киевском военном округе,
с 1940 года — начальник 1-го отделения оперативного отделения штаба Киевского и Одесского военных округов.
С началом войны — заместитель начальника и начальник оперативного отдела 9-й армии на Южном фронте.
В 1941—1942 годах — офицер для особых поручений при командующих Южным, Брянским, Северо-Кавказским фронтами и Черноморской группой войск.
С сентября 1942 года — заместитель начальника штаба 5-й армии на Западном фронте ,
с апреля 1943 года — начальник Асинского пехотного училища,
с октября 1945 года — начальник отдела военно-учебных заведений Западно-Сибирского военного округа,
с января 1950 года — начальник отдела боевой и физической подготовки округа,
с ноября 1953 года — начальник управления боевой и физической подготовки Северо-Кавказского военного округа.
В декабре 1955 года возглавил Кавказское Краснознамённое суворовское офицерское училище.
Избирался депутатом Орджоникидзевского городского Совета депутатов трудящихся.
Жил и работал в городе Орджоникидзе (Владикавказе).
24 ноября 1957 года Михаил Михайлович умер от расслоения аневризмы аорты.
Похоронен во Владикавказе на Осетинском кладбище.

## Награды
- орден Ленина Награждён в соответствии с Указом Президиума Верховного Совета СССР от 04.06.1944 «О награждении орденами и медалями за выслугу лет в Красной Армии»
- два ордена Красного Знамени;
- орден Отечественной войны 2-й степени;
- два ордена Красной Звезды ;
- медаль За боевые заслуги;
- медаль «За победу над Германией в Великой Отечественной войне 1941—1945 гг.» (9 мая 1945)

## Память
- Во Владикавказе установлен памятник генералу.